# Friedrich Thon
Friedrich Thon (* 19. Januar 1817 in Solz; † 11. Juni 1892 in Kassel) war ein deutscher Ökonom und Abgeordneter in der kurhessischen Ständeversammlung. 

## Leben
Friedrich Thon wurde als Sohn des Rittergutspächters Elias Thon und dessen Gemahlin Luise Sundheim (1785–1862) geboren. Nach einem Jurastudium betätigte sich er als Ökonom und pachtete die Domäne Wilhelmshöhe in Kassel. Friedrich ging in die Politik und wurde von 1847 bis 1848 Abgeordneter der kurhessischen Ständeversammlung. Die Quellenlage gibt über seinen weiteren Lebensweg keinen Aufschluss.